# FIBA 아시아컵
FIBA 아시아컵(FIBA Asia Cup)은 FIBA에 가맹한 아시아 농구 협회(연맹)의 남자 농구 국가대표팀이 참가하는 국제 농구 대회이다. 과거에는 FIBA 아시아선수권대회(FIBA Asia Championship)으로 불렸다.

## 역대 대회
| 1960 자세히 | 필리핀 마닐라           | 필리핀         | n/a            | 중화민국               | 일본           | n/a            | 대한민국       |
| 1963 자세히 | 중화민국 타이베이       | 필리핀         | 91–77          | 중화민국               | 대한민국       | n/a            | 태국           |
| 1965 자세히 | 말레이시아 쿠알라룸푸르 | 일본           | n/a            | 필리핀                 | 대한민국       | n/a            | 태국           |
| 1967 자세히 | 대한민국 서울           | 필리핀         | n/a            | 대한민국               | 일본           | n/a            | 인도네시아     |
| 1969 자세히 | 태국 방콕               | 대한민국       | n/a            | 일본                   | 필리핀         | n/a            | 중화민국       |
| 1971 자세히 | 일본 도쿄               | 일본           | n/a            | 필리핀                 | 대한민국       | n/a            | 중화민국       |
| 1973 자세히 | 필리핀 마닐라           | 필리핀         | n/a            | 대한민국               | 중화민국       | n/a            | 일본           |
| 1975 자세히 | 태국 방콕               | 중화인민공화국 | n/a            | 일본                   | 대한민국       | n/a            | 인도           |
| 1977 자세히 | 말레이시아 쿠알라룸푸르 | 중화인민공화국 | n/a            | 대한민국               | 일본           | n/a            | 말레이시아     |
| 1979 자세히 | 일본 나고야             | 중화인민공화국 | n/a            | 일본                   | 대한민국       | n/a            | 필리핀         |
| 1981 자세히 | 인도 캘커타             | 중화인민공화국 | n/a            | 대한민국               | 일본           | n/a            | 필리핀         |
| 1983 자세히 | 홍콩                    | 중화인민공화국 | 95–71          | 일본                   | 대한민국       | 83–60          | 쿠웨이트       |
| 1985 자세히 | 말레이시아 쿠알라룸푸르 | 필리핀         | n/a            | 대한민국               | 중화인민공화국 | n/a            | 말레이시아     |
| 1987 자세히 | 태국 방콕               | 중화인민공화국 | 86–79 오버타임 | 대한민국               | 일본           | 89–75          | 필리핀         |
| 1989 자세히 | 중화인민공화국 베이징   | 중화인민공화국 | 102–72         | 대한민국               | 중화 타이베이  | 69–58          | 일본           |
| 1991 자세히 | 일본 고베               | 중화인민공화국 | 104–88         | 대한민국               | 일본           | 63–60          | 중화 타이베이  |
| 1993 자세히 | 인도네시아 자카르타     | 중화인민공화국 | 93–72          | 조선민주주의인민공화국 | 대한민국       | 86–70          | 이란           |
| 1995 자세히 | 대한민국 서울           | 중화인민공화국 | 87–78          | 대한민국               | 일본           | 69–63          | 중화 타이베이  |
| 1997 자세히 | 사우디아라비아 리야드   | 대한민국       | 78–76          | 일본                   | 중화인민공화국 | 94–68          | 사우디아라비아 |
| 1999 자세히 | 일본 후쿠오카           | 중화인민공화국 | 63–45          | 대한민국               | 사우디아라비아 | 93–67          | 중화 타이베이  |
| 2001 자세히 | 중화인민공화국 상하이   | 중화인민공화국 | 97–63          | 레바논                 | 대한민국       | 95–94 오버타임 | 시리아         |
| 2003 자세히 | 중화인민공화국 하얼빈   | 중화인민공화국 | 106–96         | 대한민국               | 카타르         | 77–67          | 레바논         |
| 2005 자세히 | 카타르 도하             | 중화인민공화국 | 77–61          | 레바논                 | 카타르         | 89–77          | 대한민국       |
| 2007 자세히 | 일본 도쿠시마           | 이란           | 74–69          | 레바논                 | 대한민국       | 80–76          | 카자흐스탄     |
| 2009 자세히 | 중화인민공화국 톈진     | 이란           | 70–52          | 중화인민공화국         | 요르단         | 80–66          | 레바논         |
| 2011 자세히 | 중화인민공화국 우한     | 중화인민공화국 | 70–69          | 요르단                 | 대한민국       | 70–68          | 필리핀         |
| 2013 자세히 | 필리핀 마닐라           | 이란           | 85–71          | 필리핀                 | 대한민국       | 75–57          | 중화 타이베이  |
| 2015 자세히 | 중화인민공화국 창사     | 중화인민공화국 | 78–67          | 필리핀                 | 이란           | 68–63          | 일본           |
| 2017 자세히 | 레바논 베이루트         | 오스트레일리아 | 79–56          | 이란                   | 대한민국       | 80–71          | 뉴질랜드       |

## 같이 보기
- 올림픽 농구
- 아시안 게임 농구
- FIBA 농구 월드컵